# Apanteles paranaensis
Apanteles paranaensis is een insect dat behoort tot de orde vliesvleugeligen (Hymenoptera) en de familie van de schildwespen (Braconidae). De wetenschappelijke naam van de soort werd voor het eerst geldig gepubliceerd door Penteado-Dias & Scatolini in 2000.